# Гамма-нейтронний каротаж
Гамма-нейтронний каротаж (рос. гамма-нейтронный каротаж, англ. gamma-ray neutron logging; нім. Gamma-Neutronen-Messung f) — метод дослідження розрізів бурових свердловин, оснований на реєстрації нейтронного випромінювання, що утворюється в результаті опромінення гірських порід вантів високих енергій.
Застосовується при пошуках, розвідці і розробці родовищ берилієвої сировини.
Границя виявлення Be становить 0,001-0,003 %.